# 大津裕太
大津 裕太（おおつ ゆうた、1983年〈昭和58年〉3月15日 - ）は、日本の政治家。京都市会議員（3期）。地域政党京都党幹事長。京都府八幡市出身。

## 経歴
1983年（昭和58年）京都府八幡市出身であり、東大寺学園中学校・高等学校、京都大学経済学部に進学する。大学時代はNPOに所属しており、学生が運営する着物屋として「ichi.man.ben」の創設に関わるなどしていた。2005年（平成17年）に大学を卒業後、株式会社リクルートエージェント（現：リクルートキャリア）に入社する。リクルートエージェントでは中途採用の仕事をしていたが、中途採用に携わる中で「地元・関西の雇用を良くしたい」と思ったのをきっかけに関西にUターンして税理士法人に転職する。税理士法人ではコンサルタントとして働いており、仕事の中で雇用向上のための勉強をしようと京都党政治塾に入ったことをきっかけに、政治家へ転身することを決めたと述べている。
2013年（平成26年）7月に行われた中京区での京都市会議員補欠選挙では京都党の公認候補として立候補する。当時は既に同区には佐々木隆吏が京都党の現職市議として在職していたが、党は5人以上の交渉会派となることも目指して大津の擁立を決定した。この補欠選挙で大津は落選したものの、佐々木が府議選に鞍替えした2015年（平成28年）第18回統一地方選挙における京都市議会議員選挙にて初当選を果たす。同年5月には党政務調査会長に就任する。続いて2019年（平成31年）第19回統一地方選挙における京都市議会議員選挙でも再選を果たす。また2020年（令和2年）8月に行われた党の役員人事では幹事長へ昇格する。
同年10月9日に行われた京都市会決算特別委員会にて、嵐山や伏見稲荷大社周辺などの観光地や繁華街で指定された美化推進強化区域でのポイ捨てを禁じ、違反した場合に3万円以下の罰金を科すとしている「市美化推進条例」（ポイ捨て条例）において、新型コロナウイルスの感染拡大するまでは観光客急増に伴うごみのポイ捨てが地域問題化していた一方で、これまでに条例による罰金を科した例はゼロであることを指摘した。その上で大津は「市民が条例を把握しているとは思えない｡ 上限3万円の罰金の設定も現実的ではない。」として、市民への周知不足を指摘した上で条例の見直しを市に求めた。条例施行から23年経過してから1件もポイ捨て条例による摘発事例がないことが明らかになった反響は大きく、この質疑は『読売新聞』にも取り上げられた。

## 政策
- ファミリー向けマンションの供給増強
- 大学を核とする人材供給基地京都の確立
- 材供給基地を魅力に優良企業を京都に誘致
- 認知症予防と自立支援介護の実施
- 激増する不登校児童への当事者目線の支援
- 全員制中学校給
- 子ども医療費無償化拡大
- 民間資本活用による税金要らずの公共政策推進[7]

## 著作

### 共著
- （編集:かもめ地域創生研究所）『リクルートOBのすごいまちづくり 議員という仕事』CAP、2022年6月14日。ISBN 978-4910274065。